# Заросляк вілкабамбійський
Заросляк вілкабамбійський (Atlapetes terborghi) — вид горобцеподібних птахів родини Passerellidae. Ендемік Перу. Вид отримав назву на честь Джона Терборга, який спіймав типовий екземпляр.

## Опис
Довжина птаха становить 17 см. Голова чорна, на лобі й тімені темно-руда смуга. Верхня частина тіла чорна з оливковим відтінком, верхня частина хвоста оливкова, крила і хвіст чорні. Нижня частина тіла жовта, груди і боки мають зеленуватий відтінок. Очі темно-карі, дзьоб чорний. Виду не притаманний статевий диморфізм.

## Поширення і екологія
Вілкабамбійські заросляки є ендеміками гірського хребта Кордильєра-де-Вількабамба в регіоні Куско на південному сході Перу. Вони живуть у підліску густих вологих тропічних лісів на висоті 1700—2250 м над рівнем моря.

## Систематика
В липні 1967 року Джон Терборг і Джон Седдон Веске зібрали п'ять типових екземплярів вілкабамбійський заросляків. В 1993 році вони були описані Джеймсом Ремсеном як підвид жовтовусих заросляків (Atlapetes rufinucha). Однак за результатами дослідження мітохондріальної ДНК, проведеного Хайме Гарсією-Мореном і Йоном Ф'єлдсом виявилось, що вілкабамбійські заросляки насправді — окремий вид, генетично близький до інкійських, кузкійських і чорнощоких заросляків.